# Pokémon (колекційна карткова гра)
Pokémon Trading Card Game (яп. ポケモンカードゲーム, Pokemon Kādo Gēmu, досл. «карткова гра Pokémon»), скорочується як Pokémon TCG та PTCG — настільна та колекційна карткова гра, розроблена компанією Creatures Inc. на основі франшизи Pokémon. У Сполучених Штатах Pokémon TCG спочатку була ліцензована Wizards of the Coast, виробником Magic: The Gathering. Wizards опублікували вісім сетів доповнень між 1998 і 2003 роками, після чого ліцензію було передано The Pokémon Company.
Гравці беруть участь у битвах в ролі тренерів покемонів з колодами по 60 карт. Стандартні ігрові карти включають Карти Покемонів, Карти Енергії та Карти Тренерів. Покемони вводяться в бій з «лави запасних» і атакують супротивника, виснажуючи його очки здоров'я. Покемон можу грати свою атаку, коли до нього прикріплено достатню кількість карт енергії. Крім цього за можливості покемони можуть еволюціонувати в більш потужні стадії або застосовувати спеціальні здібності. Також гравці можуть використовувати карти тренерів, щоб набирати карти в руку, завдавати шкоди опоненту тощо. Ефекти карт часто покладаються на елементи везіння, такі як кидання кубиків або підкидання монет. Фішки використовуються для позначення завданої шкоди та статусних ефектів.
Pokémon TCG є предметом як офіційно санкціонованих, так і неофіційних турнірів. Wizards of the Coast провели кілька турнірів в американських торгових центрах і магазинах. Офіційні турніри наразі проводяться Play! Pokémon, підрозділом The Pokémon Company, на місцевому, національному та міжнародному рівнях. Крім того, було видано численні відеоігрові адаптації TCG, зокрема Pokémon Trading Card Game (для Game Boy Color), серія Pokémon: Play It! (ПК), Pokémon TCG Online (ПК). Після закриття TCG Online у 2023 році її замінили Pokémon Trading Card Game Live (ПК) та Pokémon Trading Card Game Pocket (для мобільних пристроїв) у 2024 році.
Станом на березень 2024 року у світі було випущено понад 64,8 мільярда ігрових карток. Окрім офіційних та неофіційних змагань, Pokémon TCG також є предметом колекціонування, з великим ринком окремих карток покемонів, пакунків та ефемерів.

## Ігровий процес
Pokémon Trading Card Game — карткова гра-стратегія, в яку зазвичай грають на спеціальному ігровому полі або, в цифровому вигляді, в офіційному ігровому клієнті, де двоє гравців (беручи на себе роль тренерів покемонів) використовують своїх покемонів, щоб битися один з одним. Покемон, який отримав достатню кількість пошкоджень від атак, що дорівнює або перевищує його HP, вважається «нокаутованим» і дає супернику призову карту; водночас більш потужні покемони як от Pokémon V та Pokémon EX, дають дві призові карти, коли покемон нокаутований:27, 35.

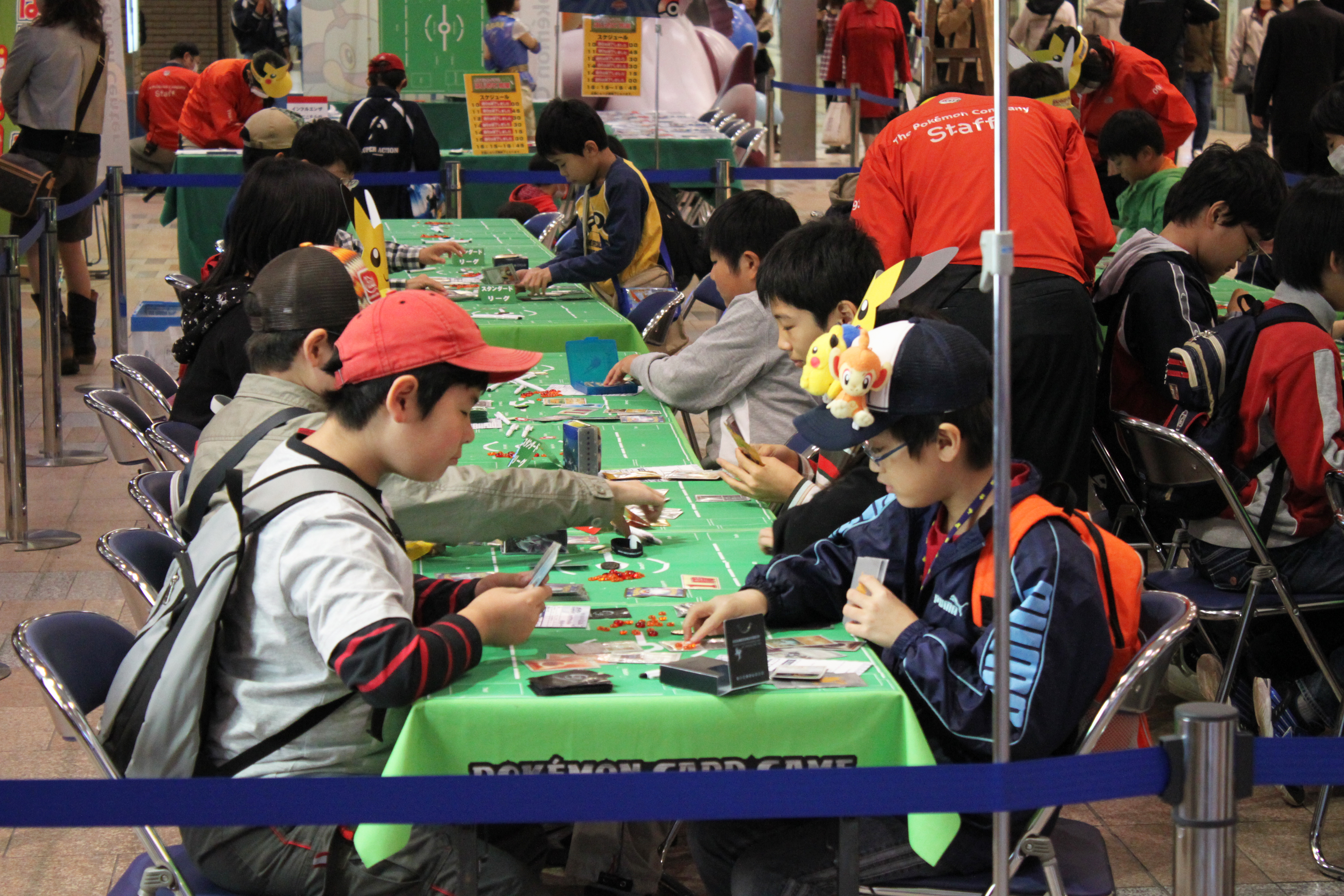
Процес гри у Pokémon TCG

Найпоширенішим методом перемоги є забрати всі 6 призові карток. Іншим шляхом до перемоги є «вибивання» всіх покемонів суперника в грі — активних і тих, що знаходяться на лаві запасних (тобто ряд за активним покемоном, в якому можна розмістити до п'яти додаткових покемонів для підтримки та заміни активного покемона, якщо він відступає або «вибитий»). Третім методом перемоги є «вибивання колоди» — коли у суперника не залишається карт у колоді на початку їхнього ходу, щоб продовжувати бій:8.
Гравці починають з того, що один гравець обирає орел або решку, а інший кидає монету. Переможець кидка монети вирішує, хто ходить першим або другим (замість монет можна використовувати кубики, парні числа яких означають «орел», а непарні — «решка»; кубики також переважно використовуються в офіційних турнірах, організованих The Pokémon Company). Гравець, який ходить першим, не може атакувати або розіграти Карту Підтримки (потужну Карту Тренера) у свій перший хід:6. Гравці тасують колоди та беруть по сім карт, після чого кожен з них вводить в гру одного базового покемона на активну позицію. Цей покемон атакує та може отримувати шкоду від покемона супротивника. Якщо у гравця немає жодного базового покемона у руці, він оголошує про це («mulligan»), перетасовує та розігрує нову руку, поки не витягне базового покемона. Його суперник може витягнути одну додаткову карту за mulligan:18. Після того, як обидва гравці мають хоча б по одному базовому покемону, вони можуть зіграти ще до п'яти базових покемонів на свою лаву запасних, а потім взяти шість верхніх карт з колоди й відкласти їх убік як призові карти.
Гравці по черзі виконують декілька дій під час свого ходу, у тому числі розігрують додаткових базових покемонів, еволюціонують своїх покемонів, прикріплюють Карти Енергії, розігрують Карти Тренерів, а також використовують здібності та атаки покемонів. Після використання Карти Тренерів та нокаутовані покемони йдуть у «відбій». Гравець не може сам скидувати своїх активних або запасних покемонів у «відбій», але може рухати активного покемона на лаву запасних, при цьому скидаючи з нього певну кількість Карт Енергії. Після цього якийсь з запасних покемонів має замінити активного, висуваючись на його місце. Останньою дією перед кінцем свого ходу гравець може атакувати противника своїм активним покемоном, якщо до цього покемона прикріплена достатня кількість підходящих за типом Карт Енергії. Завдана опонентові шкода може або дорівнювати вказаній на карті або модифікуватися, враховуючи слабкості або опір покемона, що захищається. Гравці по черзі атакують, доки один з них не переможе або за однієї з вищевказаних умов перемоги, або шляхом поступки.

## Чемпіонати світуPokémon TCG
Перший чемпіонат світу з Pokémon TCG відбувся у 2004 році в Орландо, штат Флорида, США. Місце проведення було підготовлено компанією Wizards of the Coast, куди було запрошено понад 100 учасників з різних країн. Щоб потрапити на чемпіонат, гравці повинні набрати очки чемпіонату на регіональних та інших офіційних турнірах, які можуть варіюватися залежно від кожного чемпіонату та регіонів.
Не зважаючи на те, що Pokémon є японським брендом, лише один чемпіонат світу (2023 рік) був проведений в Японії. Майже всі інші події відбулися в США.
| рік       | місто                                        | країна                                       | прим.         |
| --------- | -------------------------------------------- | -------------------------------------------- | ------------- |
| 2004      | Орландо, штат Флорида                        | США                                          | [ 4 ]         |
| 2005      | Сан-Дієго, штат Каліфорнія                   | США                                          | [ 7 ]         |
| 2006      | Анагайм, штат Каліфорнія                     | США                                          | [ 8 ]         |
| 2007      | Вайколоа, штат Гаваї                         | США                                          |               |
| 2008      | Орландо, штат Флорида                        | США                                          |               |
| 2009      | Сан-Дієго, штат Каліфорнія                   | США                                          | [ 9 ]         |
| 2010      | Вайколоа, штат Гаваї                         | США                                          | [ 10 ]        |
| 2011      | Сан-Дієго, штат Каліфорнія                   | США                                          | [ 11 ]        |
| 2012      | Вайколоа, штат Гаваї                         | США                                          | [ 12 ]        |
| 2013      | Ванкувер, Британська Колумбія                | Канада                                       | [ 13 ] [ 14 ] |
| 2014      | Вашингтон, округ Колумбія                    | США                                          | [ 15 ]        |
| 2015      | Бостон, штат Массачусетс                     | США                                          | [ 16 ]        |
| 2016      | Сан-Франциско, штат Каліфорнія               | США                                          | [ 17 ]        |
| 2017      | Анагайм, штат Каліфорнія                     | США                                          | [ 18 ]        |
| 2018      | Нашвілл, штат Теннессі                       | США                                          | [ 19 ] [ 20 ] |
| 2019      | Вашингтон, округ Колумбія                    | США                                          | [ 21 ]        |
| 2020—2021 | чемпіонат скасований із-за пандемії COVID-19 | чемпіонат скасований із-за пандемії COVID-19 | [ 22 ] [ 23 ] |
| 2022      | Лондон, Англія                               | Велика Британія                              | [ 24 ] [ 25 ] |
| 2023      | Йокогама, префектура Канаґава                | Японія                                       | [ 26 ]        |
| 2024      | Гонолулу, штат Гаваї                         | США                                          | [ 27 ]        |
| 2025      | Анагайм, штат Каліфорнія                     | США                                          | [ 28 ] [ 29 ] |

## Відеоігри
Перша відеоігрова адаптація Pokémon Trading Card Game була розроблена Hudson Soft та Creatures і видана Nintendo для консолі Game Boy Color. Вона була випущена в Японії в грудні 1998 року і пізніше в Північній Америці та Європі у 2000 році. Адаптація схожа за геймплеєм та правилами, містить 226 карт від TCG з інфрачервоним зв'язком для мультиплеєра та обмінювання картками. Відеогра супроводжувалася Pokémon Card GB2: Great Rocket-Dan Sanjō! ексклюзивним японським продовженням, випущеним в березні 2001 р..
Pokémon Trading Card Game Online була випущена 24 березня 2011 року як Pokémon Trainer Challenge для Microsoft Windows, Android, macOS, iOS та iPadOS. Спочатку гра пропонувала три стартові колоди, але незабаром після виходу значно розширила свою лінійку карт. Карткові пакунки та готові колоди можна було викупляти за допомогою ігрової валюти та нагород. Починаючи з 6 квітня 2011 року, гравці могли обміняти цифрові бустер-пакунки за допомогою картки з промокодом, що містилася у друкованих бустерних пакунках.
20 вересня 2021 року було анонсовано ще одну відеогру за мотивами Pokémon Trading Card Game, яка отримала назву Pokémon Trading Card Game Live. Закрита бета-версія була випущена для канадських гравців 22 лютого 2022 р.. Пізніше, 15 листопада 2022 р. вийшла глобальна бета на Android, iOS, Microsoft Windows. Гра також доступна на macOS. Після повного релізу TCG Live замінила Pokémon Trading Card Game Online, а остання була незабаром припинена. Crown Zenith був останнім сетом, який підтримувався в Pokémon Trading Card Game Online. Гравці Pokémon TCG Online мають змогу перенести свій обліковий запис та ігрові дані в Pokémon TCG Live.
27 лютого 2024 року на презентації Pokémon Presents було анонсовано ще одну відеогру для Android та iOS на основі Pokémon TCG, розроблену Creatures та DeNA під назвою Pokémon Trading Card Game Pocket. У грі представлені повністю оригінальні цифрові картки, яких немає у фізичній картковій грі, з динамічними ілюстраціями та можливістю розглядати приховані деталі на певних ілюстраціях. Гра має оптимізовані системи боїв та обміну картками. Щодня гравці можуть отримати до двох бустер-пакунків безкоштовно, але окрім цього мають можливість здійснювати покупки в додатку, у тому числі заплатити за преміум-членство. Це членство дозволяє щоденно відкрити додатковий пакунок і додає інші преміальні бонуси у гру. Гра була випущена по всьому світу 30 жовтня 2024 року.